# Jawa

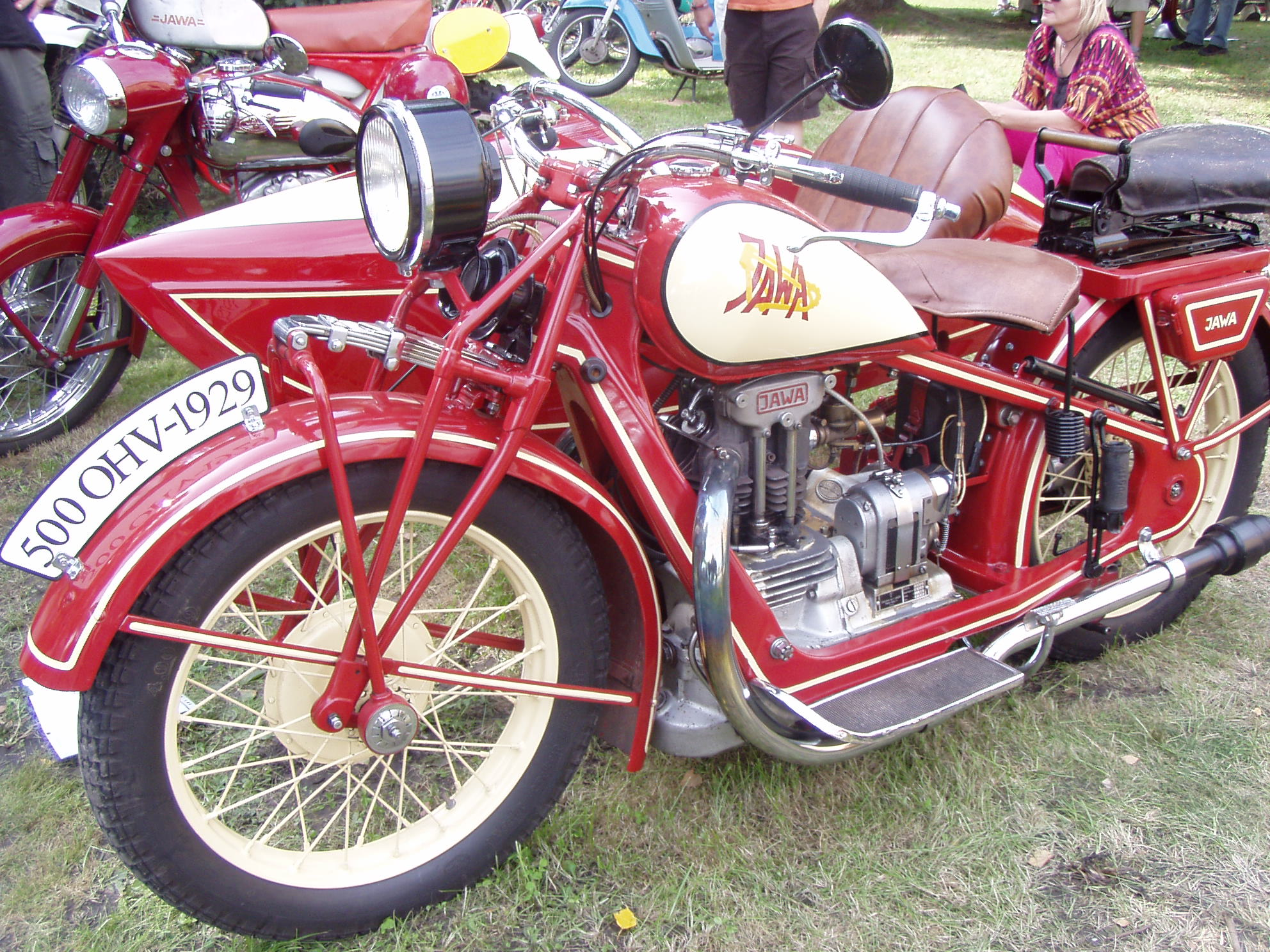
Jawa 500 OHV 1929

Jawa Motors é uma companhia motociclística checa, sediada em Praga. 

## História
A companhia foi fundada em 1929 por František Janeček.

## Modelos esportivos

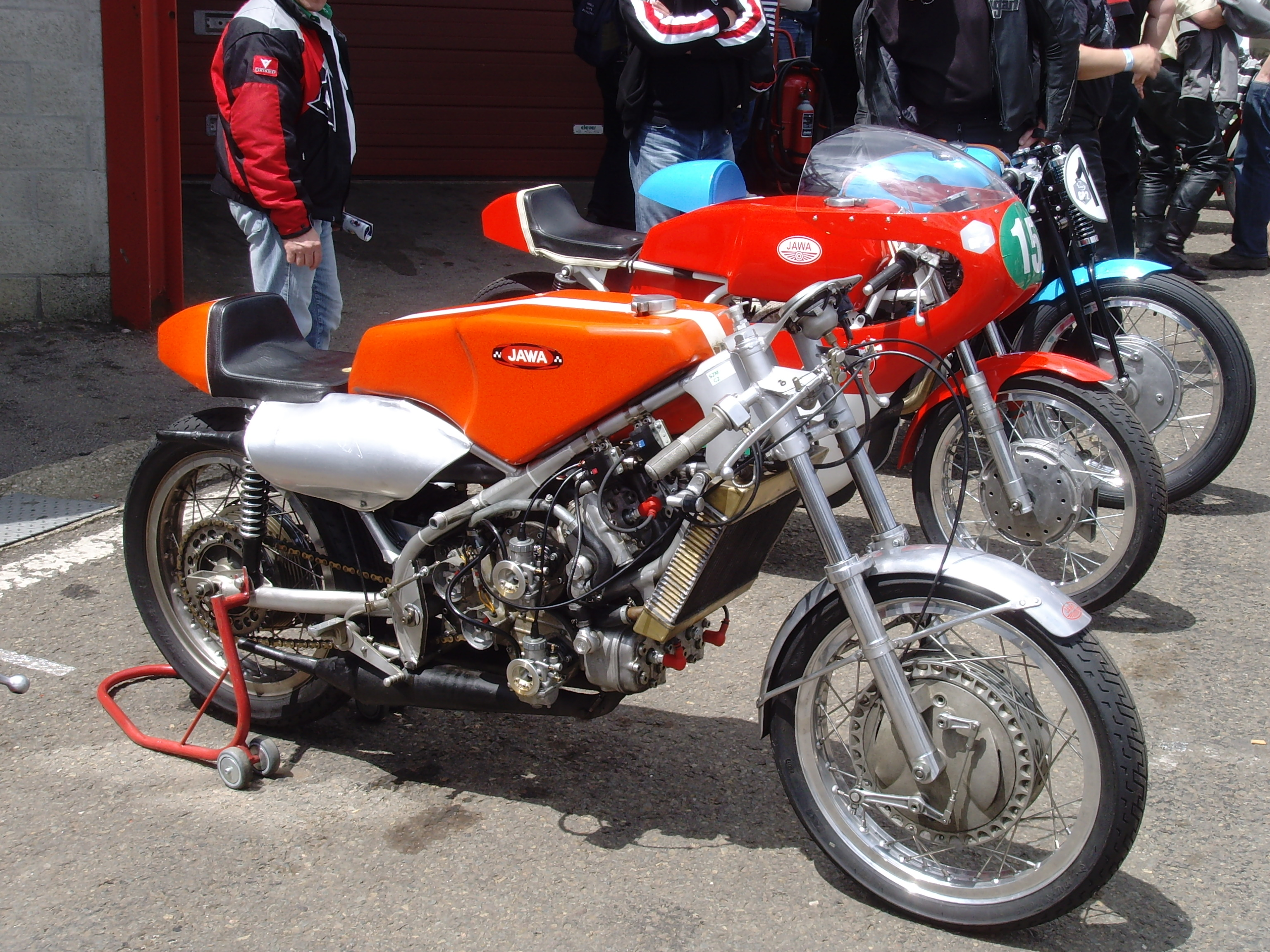
Jawa 350 V4 type 673, com Bill Ivy em 1969.

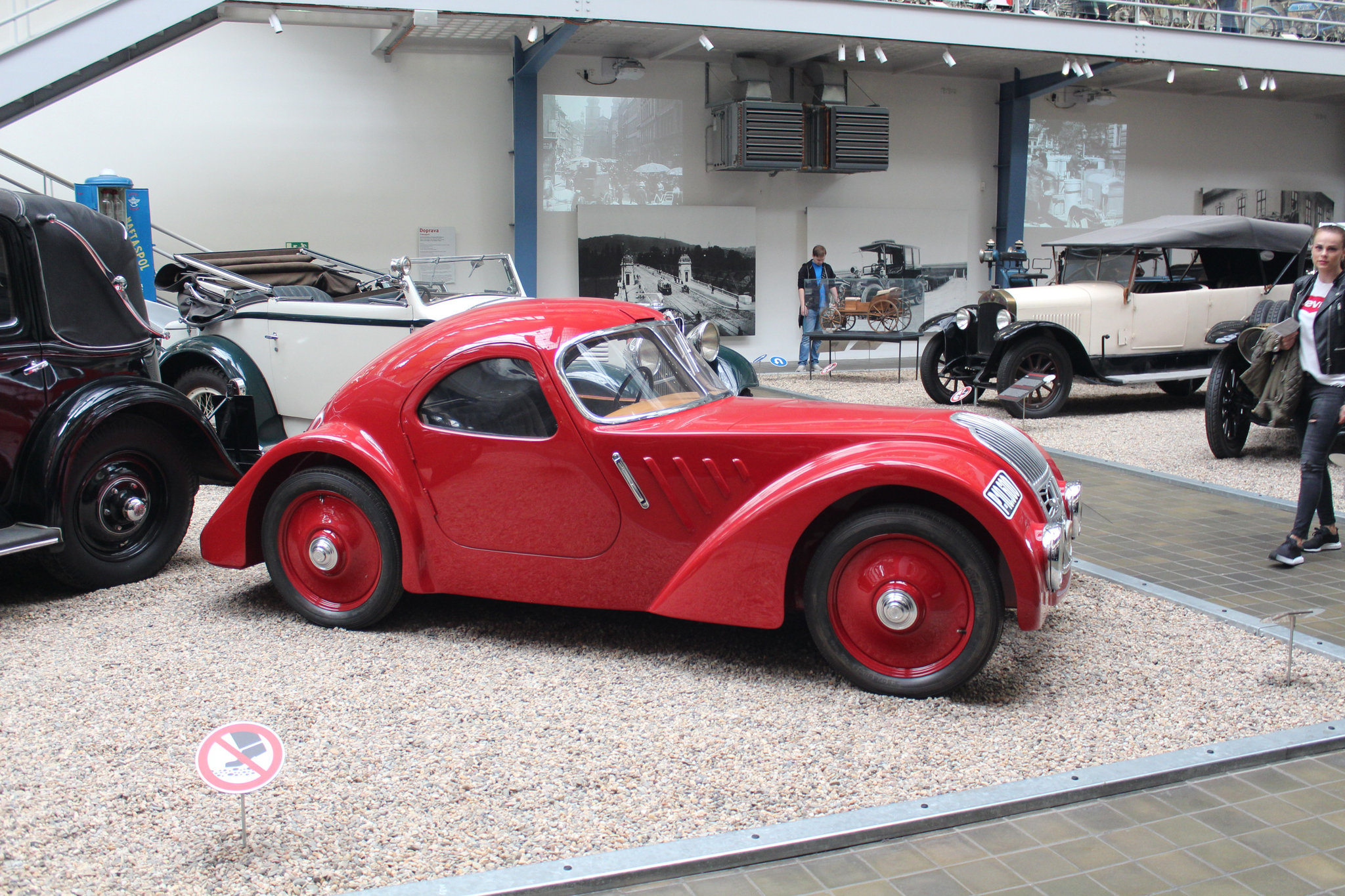
Jawa 750

- Jawa divisov 889
- Jawa 500 typ 896 Speedway (1984)
- Jawa 500 typ 897 Speedway (1984)
- Jawa 510 (1978)
- Jawa 250 su asfalto (1976)
- Jawa 350 typ 653 (1974)
- Jawa 350 typ 673 su asfalto (1974)
- Jawa 125 typ 655/01 (1967)
- Jawa 125 typ 670 su asfalto (1966)
- Jawa 350 2xOHC su asfalto (1962)
- Jawa 250 2xOHC su asfalto (1959)
- Jawa 250 Cross (1957)
- Jawa 500 OHC de asfalto (1949)

## Modelos de rua
- Jawa 250 Travel (2007)
- Jawa 650 Dakar (2006)
- Jawa 650 Style (2005)
- Jawa 650 Classic (2004)
- Jawa 125 Dakar (2003)
- Jawa 50 Dandy typ Minarelli (1999)
- Jawa 350 typ 640 a podtypy (1991)
- Jawa 350 typ 639 (1990)
- Jawa 350 typ 634, 634.5 (1973-1982)
- Jawa 350 UŘ typ 633/1 Bizon (1970)
- Jawa 350 Californian typ 362 (1969)
- Jawa 250 typ 559/05 Automatic (1966-'68)
- Jawa 350 Automatic typ 360/01 (1965)
- Jawa 50 typ 551 Jawetta Standard (1959)
- Jawa 50 typ 555 Pionýr (1958)
- Jawa 350 typ 354 Kývačka (1954)
- Jawa 350 typ 12 (Ogar), 18 (1948)
- Jawa 250 typ 10, 11 Pérák (1946)
- Jawa 250 Duplex Blok (1939)
- Jawa 100 Robot (1937)
- Jawa 350 SV (1934)
- Jawa 175 Villiers (1932)
- Jawa 500 OHV (1929)